# Вражогрнци
Вражогрнци су насеље у Србији у општини Александровац у Расинском округу. Према попису из 2022. има 218 становника (према попису из 2011. било је 267 становника). Село се налази у Александровачкој Жупи. Становници се углавном баве пољопривредом, највише воћарством и виноградарством.
У Вражогрнцима је 2011. године стигао водовод који село снабдева водом из хидроакомулације Ћелије.

## Историја
Село су основали досељеници из Црне Горе који су дошли са подручја реке Пиве. у селу је некада било седам храстова записа. Преостала су два која су стара најмање 150 година. У селу се налази Дом културе и спортско игралиште.

## Демографија
У насељу Вражогрнци живи 241 пунолетни становник, а просечна старост становништва износи 45,3 година (44,4 код мушкараца и 46,4 код жена). У насељу има 99 домаћинстава, а просечан број чланова по домаћинству је 3,00.
Ово насеље је у потпуности насељено Србима (према попису из 2002. године).
|  |

| Демографија | Демографија | Демографија |
| Година      | Становника  | Становника  |
| ----------- | ----------- | ----------- |
| 1948.       | 445         |             |
| 1953.       | 480         |             |
| 1961.       | 485         |             |
| 1971.       | 450         |             |
| 1981.       | 378         |             |
| 1991.       | 381         | 373         |
| 2002.       | 297         | 309         |
| 2011.       | 267         |             |
| 2022.       | 218         |             |

| Етнички састав према попису из 2002.‍ | Етнички састав према попису из 2002.‍ | Етнички састав према попису из 2002.‍ | Етнички састав према попису из 2002.‍ | Етнички састав према попису из 2002.‍ |
| ------------------------------------ | ------------------------------------ | ------------------------------------ | ------------------------------------ | ------------------------------------ |
|                                      |                                      |                                      |                                      |                                      |
| Срби                                 | Срби                                 |                                      | 296                                  | 99,66%                               |
| Црногорци                            | Црногорци                            |                                      | 1                                    | 0,34%                                |
| непознато                            | непознато                            |                                      | 0                                    | 0,0%                                 |

| Година пописа     | 1948. | 1953. | 1961. | 1971. | 1981. | 1991. | 2002. |
| ----------------- | ----- | ----- | ----- | ----- | ----- | ----- | ----- |
| Број домаћинстава | 70    | 72    | 80    | 98    | 101   | 110   | 99    |

| Број чланова      | 1  | 2  | 3  | 4  | 5 | 6  | 7 | 8 | 9 | 10 и више | Просек |
| ----------------- | -- | -- | -- | -- | - | -- | - | - | - | --------- | ------ |
| Број домаћинстава | 27 | 25 | 13 | 10 | 8 | 12 | 3 | 1 | 0 | 0         | 3,00   |

| Пол    | Укупно | Неожењен/Неудата | Ожењен/Удата | Удовац/Удовица | Разведен/Разведена | Непознато |
| ------ | ------ | ---------------- | ------------ | -------------- | ------------------ | --------- |
| Мушки  | 133    | 30               | 88           | 11             | 4                  | 0         |
| Женски | 115    | 8                | 87           | 18             | 0                  | 2         |
| УКУПНО | 248    | 38               | 175          | 29             | 4                  | 2         |

| Пол    | Укупно                    | Пољопривреда, лов и шумарство | Рибарство                            | Вађење руде и камена | Прерађивачка индустрија       |
| ------ | ------------------------- | ----------------------------- | ------------------------------------ | -------------------- | ----------------------------- |
| Мушки  | 99                        | 57                            | 0                                    | 0                    | 31                            |
| Женски | 65                        | 47                            | 0                                    | 0                    | 11                            |
| УКУПНО | 164                       | 104                           | 0                                    | 0                    | 42                            |
| Пол    | Производња и снабдевање   | Грађевинарство                | Трговина                             | Хотели и ресторани   | Саобраћај, складиштење и везе |
| Мушки  | 1                         | 3                             | 2                                    | 0                    | 1                             |
| Женски | 0                         | 2                             | 3                                    | 0                    | 0                             |
| УКУПНО | 1                         | 5                             | 5                                    | 0                    | 1                             |
| Пол    | Финансијско посредовање   | Некретнине                    | Државна управа и одбрана             | Образовање           | Здравствени и социјални рад   |
| Мушки  | 0                         | 0                             | 0                                    | 0                    | 1                             |
| Женски | 0                         | 0                             | 0                                    | 0                    | 2                             |
| УКУПНО | 0                         | 0                             | 0                                    | 0                    | 3                             |
| Пол    | Остале услужне активности | Приватна домаћинства          | Екстериторијалне организације и тела | Непознато            | Непознато                     |
| Мушки  | 0                         | 0                             | 0                                    | 3                    | 3                             |
| Женски | 0                         | 0                             | 0                                    | 0                    | 0                             |
| УКУПНО | 0                         | 0                             | 0                                    | 3                    | 3                             |